# Višnja Gora
Višnja Gora (deutsch: Weixelburg bzw. Weichselburg) ist eine mittelalterliche Stadt in Dolenjska, Slowenien.

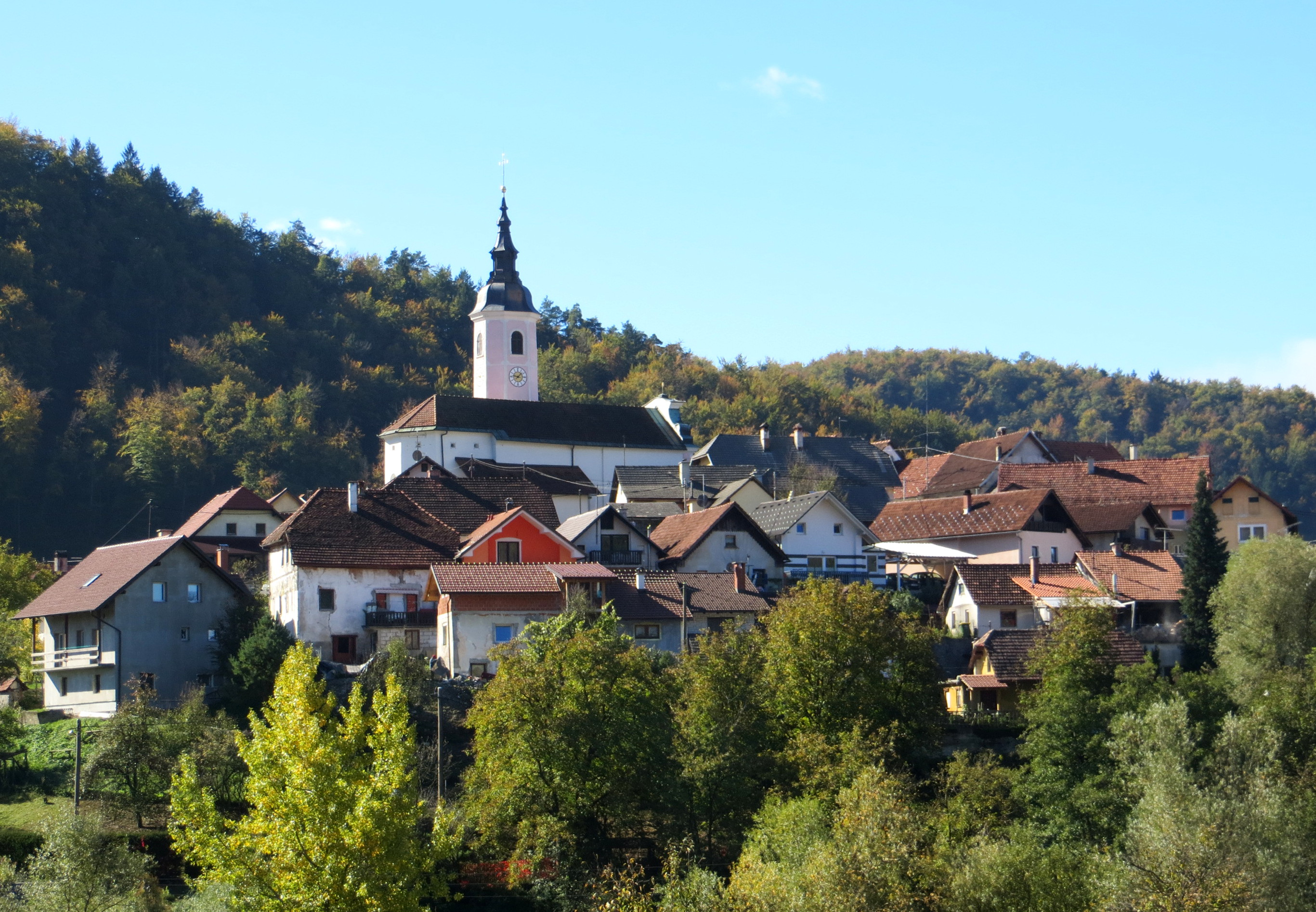
Stadt Višnja Gora

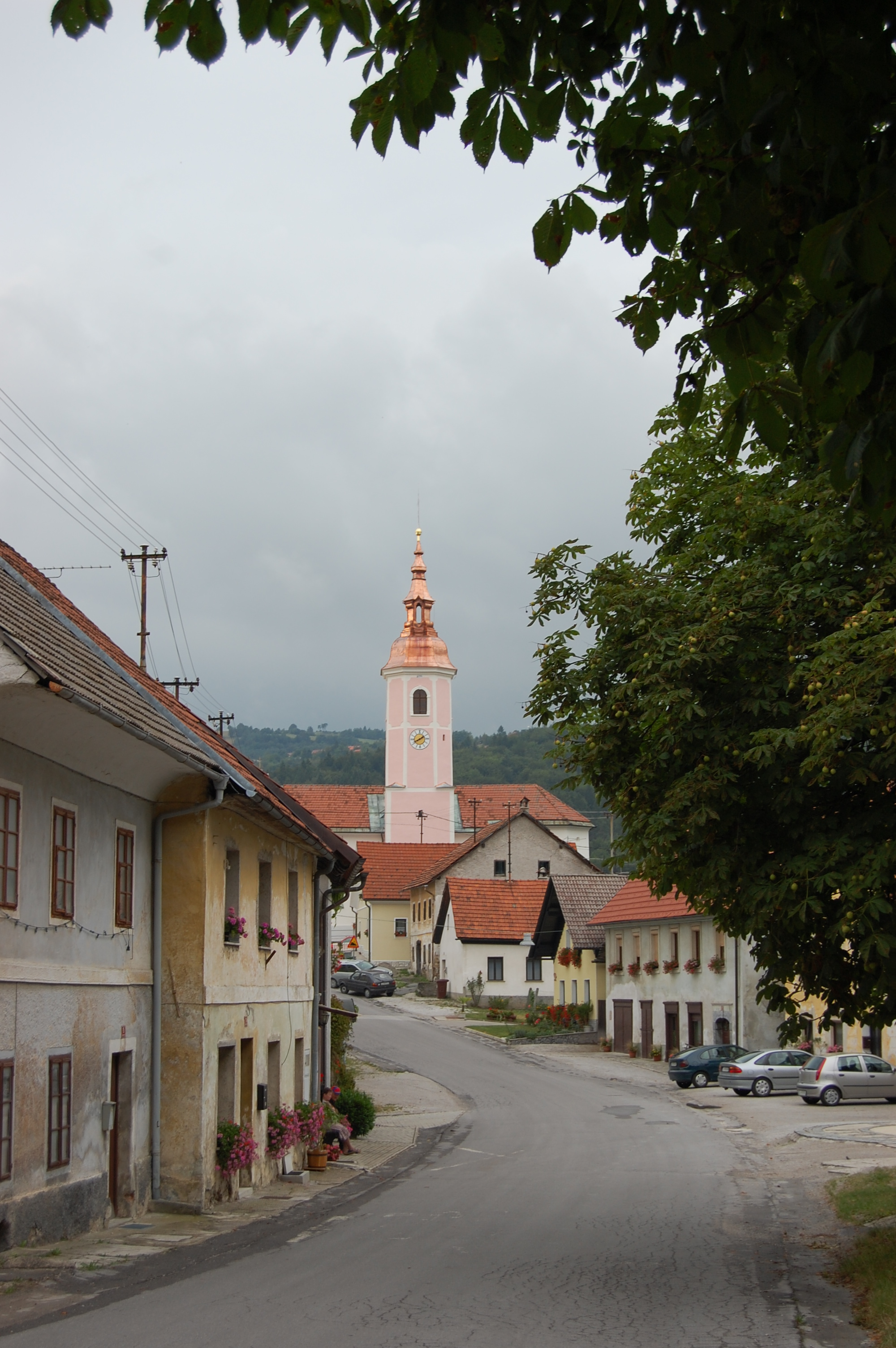
Stadtzentrum

## Lage
Die Stadt gehört zur Gemeinde Ivančna Gorica an der Autobahn A2 zwischen Ljubljana und Novo mesto. Der historische Stadtkern liegt auf einem Berg 384 m über dem Meeresspiegel unter den Ruinen der alten Festung. Die moderne Siedlung dagegen befindet sich auf einer Höhe von 308 m 20 km südwestlich von Ljubljana im Višnjica-Tal.

## Geschichte
Die Funde aus der Übergangsperiode zwischen der Bronzezeit und Eisenzeit beweisen, dass in der Nähe von Višnja Gora Illyrer und Kelten lebten. Funde befinden sich im Slowenischen Volksmuseum.
Auf dem Territorium der heutigen Stadt befand sich in der römischen Zeit die Militärsiedlung Magnisna. In den wenigen Jahrzehnten wurden in Višnja Gora von den Römern gebaute Wasserleitungen eröffnet.
Eine frühe Nennung der Burg erfolgt 1152 im Zusammenhang mit einer Schenkung an Sittich: Einer der Zeugen ist Meginhalmus de Wisilpurc.
Die erste Siedlung, der Alte Markt („Stari trg“), wird in den schriftlichen Quellen erst im Jahr 1269 erwähnt.
Die Siedlung ist bis heute erhalten geblieben und befindet sich unter dem Hügel.
Schon zu diesem Zeitpunkt hatte Višnja Gora ein eigenes Siegel sowie manche Handelsrechte.
König Friedrich III. hat im Jahr 1444 Višnja Gora
als Ort proklamiert. Wegen der immer häufigeren türkischen Angriffe wurde der Ort auf den höheren Hügel verlegt. Es wurden die Schutzanlagen gebaut, die auch einer der Gründe dafür waren, warum Friedrich III. am 9. Juli 1478 dem damaligen Ort die Stadtrechte gegeben hat. Der andere Grund war die wichtige geografische Lage im Kampf gegen Angriffe der Türken. Von der mittelalterlichen Siedlung sind manche Schutzanlagen und Wände sowie die Ruinen der „Alten Festung“ aus dem 11. Jahrhundert erhalten geblieben.